# Radiotorget

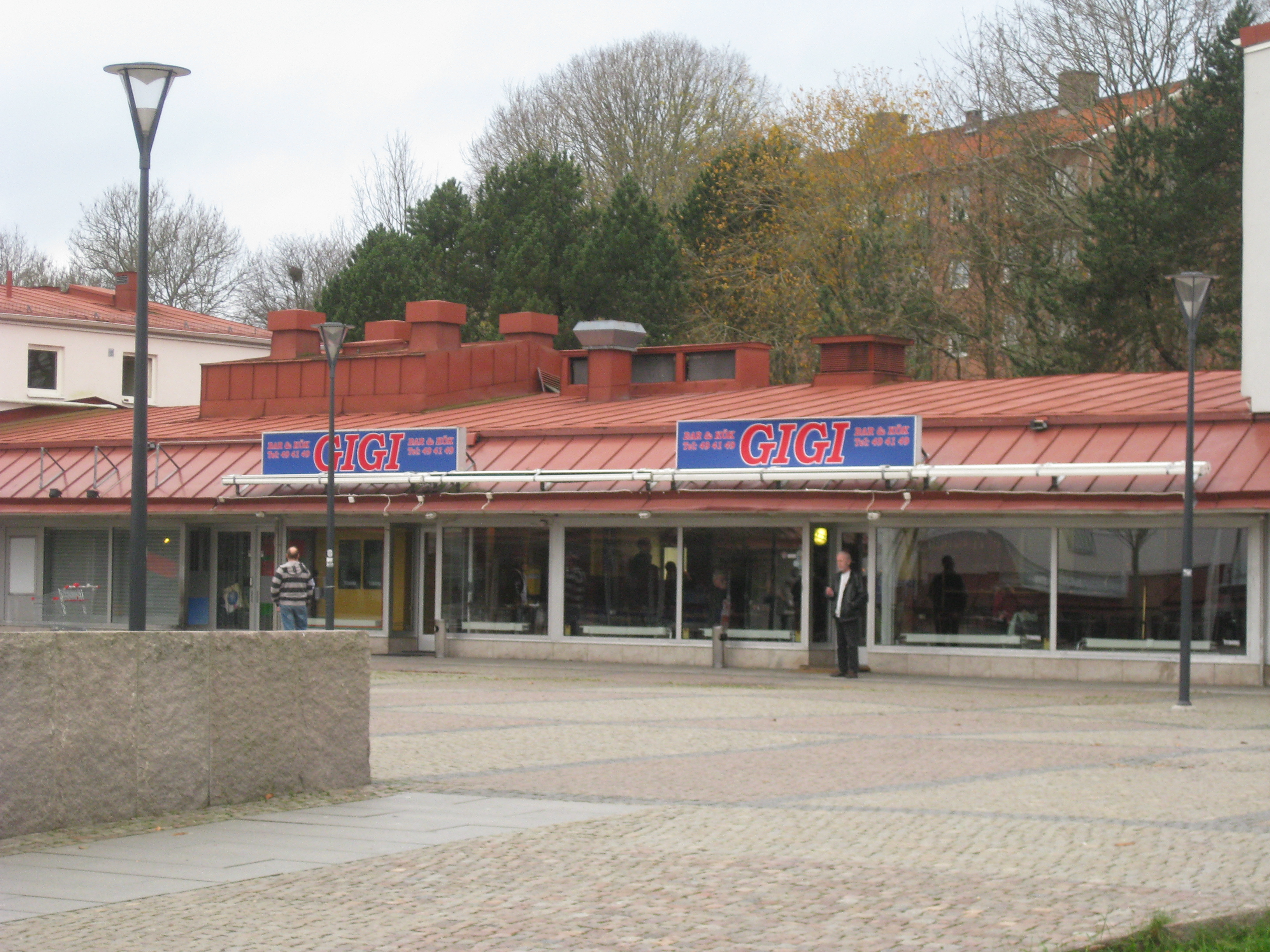
Bild över delar av Radiotorget, 2010.

Radiotorget är ett torg i stadsdelen Järnbrott i Västra Frölunda. Torget byggdes 1953 och invigdes 1954. Det betecknades som ett satellittorg, ett nytt koncept för torg utanför en stadskärna. Det tillkom efter amerikansk förebild och var det första i sitt slag i Sverige och ett av de första i Europa. Arkitekterna var Sven Brolid och Jan Wallinder.
Torget rustades upp 2019–2020 då tre nya hus byggdes i anslutning till torget, två högre hus med lägenheter och ett lägre tvåvåningshus med butikslokaler på bottenplan och lägenheter däröver.
På torget finns flera småbutiker, såsom tapetserarverkstad, frisersalong, hundtrim, restaurang, konditori, foto-, sport-, fisk- och tobaksaffär, dagligvaruhandel, med mera.
På torget finns även en samlingslokal som ägs av Göteborgslokaler. Övriga fastigheter på torget ägs av Göteborgs stads bostadsaktiebolag.
I februari 2010 utsågs semlorna på Mehran café & konditori på Radiotorget till Göteborgs bästa semlor av tidningen Göteborgs-Posten.